# Bryan Billy Boone
Bryan William „Billy“ Boone ist ein US-amerikanischer Schauspieler und Stuntman.

## Leben
Eine erste Rolle übernahm Boone 2003 im Kurzfilm Tweekerville. Es folgten Episodenrollen in Fernsehserien wie A True Story und Numbers – Die Logik des Verbrechens sowie 2012 eine Statistenrolle in The Amazing Spider-Man, für den er auch in der Funktion eines Stuntmans tätig war. Von 2014 bis 2015 stellte er in der Fernsehserie The Fall Dude die Rolle des Bonki dar. 2015 spielte er die Rolle des Julian im Horrorfilm Killer Beach. 2018 stellte er mit der Rolle des Jake eine der Hauptrollen im Horrorfilm Aswang dar. Im selben Film fungierte er auch als Produzent. Im selben Jahr fungierte er im Film Red Team Go als Hauptdarsteller, Produzent, Regisseur und Drehbuchautor. Er hatte ebenfalls 2018 eine Episodenhauptrolle in der Fernsehserie Into the Dark inne und war im Folgejahr unter anderen in größeren Episodenrollen in den Fernsehserien Mayans M.C. und Stumptown zu sehen. 2020 war er für die Performance im Musikvideo zum Lied Find My Way des Sängers DaBaby verantwortlich.

## Filmografie (Auswahl)

### Schauspiel
- 2003: Tweekerville (Kurzfilm)
- 2008: 2009: A True Story (Fernsehserie, Episode 1x13)
- 2008: Hollywood Douche Bags (Kurzfilm)
- 2009: Numbers – Die Logik des Verbrechens (NUMB3RS, Fernsehserie, Episode 6x03)
- 2010: Gav-n
- 2011: Operation Belvis Bash
- 2012: The Amazing Spider-Man
- 2012: Project 12
- 2012: Circle (Kurzfilm)
- 2012: Broken Badge (Kurzfilm)
- 2013: The Lift (Kurzfilm)
- 2013: Heartburn (Kurzfilm)
- 2014–2015: The Fall Dude (Fernsehserie, 3 Episoden)
- 2015: Comedy Sketch TV Time, Okay? (Fernsehserie, Episode 6x09)
- 2015: Navy CIS (NCIS, Fernsehserie, Episode 12x18)
- 2015: Killer Beach (The Sand)
- 2015: Silent War (Kurzfilm)
- 2017: VooDoo
- 2018: Red Team Go (auch Produktion, Regie, Drehbuch)
- 2018: Aswang (auch Produktion)
- 2018: Into the Dark (Fernsehserie, Episode 1x03)
- 2019: L.A.’s Finest (Fernsehserie, Episode 1x13)
- 2019: Mayans M.C. (Fernsehserie, Episode 2x05)
- 2019: Stumptown (Fernsehserie, Episode 1x05)
- 2019: The L Word: Generation Q (Fernsehserie, Episode 1x02)

### Stunts
- 2011: Medal of Valor (Kurzfilm)
- 2011: Navy CIS (NCIS, Fernsehserie, Episode 8x24)
- 2012: The Amazing Spider-Man
- 2013: 30 Nights of Paranormal Activity with the Devil Inside the Girl with the Dragon Tattoo
- 2013: Froyo Robbery (Kurzfilm)
- 2013: The Lift (Kurzfilm)
- 2014: Starship: Rising
- 2014: Extant (Fernsehserie, Episode 1x09)
- 2014: American Sniper
- 2019: Navy CIS: L.A. (NCIS: Los Angeles, Fernsehserie, Episode 10x24)
- 2020: The Mandalorian (Fernsehserie, 3 Episoden)